# Eduard Franck
Eduard Franck (Berlín, 5 d'octubre de 1817 – Breslau, 1 de desembre de 1893) fou un pedagog, pianista i compositor alemany. Fou, successivament, professor del Conservatori de Colònia, de l'Escola de Música de Berna i del Conservatori Stern de Berlín. Les seves obres principals són: una simfonia; un quintet, per a instruments d'arc i piano; un sextet; una sonata per a violoncel; duets per a piano; sis sonates i altres moltes obres per a piano.